# Bombus armeniacus
Bombus armeniacus (saknar svenskt namn) är en insekt i överfamiljen bin (Apoidea) och släktet humlor (Bombus) som lever i Östeuropa och Väst- till Centralasien.

## Beskrivning
Arten har ett avlångt, svarthårigt huvud. Även området mellan vingfästena på mellankroppen är svarthårigt, liksom bakkroppsspetsen och benen. Resten av kroppen är täckt av ljusgul päls.

## Ekologi
Bombus armeniacus flyger från slutet av maj till slutet av september. Arten förekommer framför allt i öppna landskap som det östeuropeiska och asiatiska stäppområdet, men kan även påträffas i barrskog. Boet, som normalt är underjordiskt, omfattar mellan 60 och 120 individer.
Arten är polylektisk, den besöker växter från flera olika familjer, framför allt ärtväxter men även kransblommiga växter, korgblommiga växter (däribland tistlar) samt strävbladiga växter (däribland snokörtssläktet).

## Utbredning
Utbredningsområdet sträcker sig från östra Österrike via Östeuropa, Grekland, Turkiet, Ryssland och Turkiet genom Asien (Armenien, Azerbajdzjan, Georgien och norra Iran) till Mongoliet.

## Status
Arten minskar, och Internationella naturvårdsunionen (IUCN) rödlistar den som starkt hotad (EN). Främsta orsakerna är upplöjning av stäppområdena. Även klimatförändringar, framför allt torka och värmeböljor, spelar även in. Arten är även rödlistad i Ryssland, där, förutom stäppernas omvandling till jordbruksområden, en ökad användning av biocider också är en orsak.